# Bathyphantes humilis
Bathyphantes humilis là một loài nhện trong họ Linyphiidae.
Loài này thuộc chi Bathyphantes. Bathyphantes humilis được Ludwig Carl Christian Koch miêu tả năm 1879.